# Sriracha FC

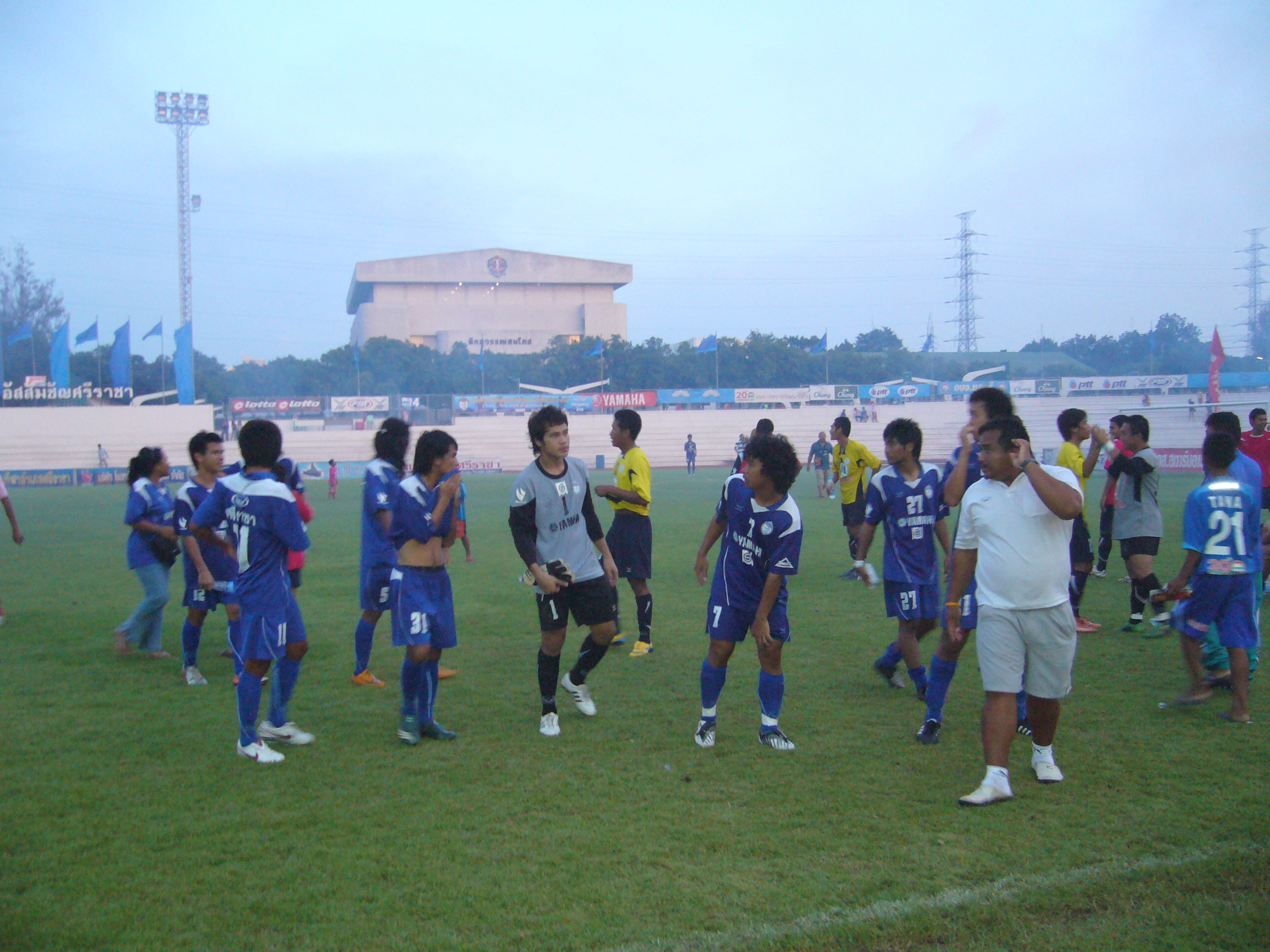
Sriracha FC

Sriracha Football Club (Thai: สโมสรฟุตบอลศรีราชา) is een Thaise voetbalclub uit de stad Si Racha. Ze spelen anno 2011 in de Thai Premier League, de hoogste voetbaldivisie van Thailand.

## Palmares
- Thai Division 1 League:
  - Winnaars (1): 2010
  - Vice-kampioen (1): 2008

## Bekende (oud-)spelers
- Irfan Bachdim

Bangkok United FC ·
BG Pathum United ·
Buriram United ·
Chiangrai United ·
KhonKaen United ·
Lamphun Warriors FC ·
Muangthong United ·
Nakhon Pathom United ·
Nakhon Ratchasima FC ·
Nongbua Pitchaya FC ·
Port FC · 
PT Prachuap FC ·
Ratchaburi FC ·
Sukhothai FC ·
Rayong FC ·
Uthai Thani FC ·